# Vincent Malle
Pour les articles homonymes, voir Malle.
Vincent Malle est un producteur de cinéma français, né le 7 août 1944 à Châtillon-sur-Loire (Loiret), mort le 19 novembre 2011 à Paris 7e.

## Biographie
Il est le frère du cinéaste Louis Malle.

## Filmographie
- 1971 : Le Souffle au cœur de Louis Malle
- 1973 : Français si vous saviez (documentaire) d'André Harris et Alain de Sédouy

- 1973 : La Grande Bouffe de Marco Ferreri
- 1974 : Sweet Movie de Dusan Makavejev
- 1974 : La Course en tête de Joël Santoni
- 1975 : La Chair de l'orchidée de Patrice Chéreau
- 1975 : Les Bijoux de famille de Jean-Claude Laureux
- 1984 : French Lover (Until September) de Richard Marquand
- 1985 : Alamo Bay de Louis Malle
- 1986 : God's Country (téléfilm documentaire) de Louis Malle
- 1987 : Le Moine et la sorcière de Suzanne Schiffman
- 1989 : L'Ami retrouvé (Reunion) de Jerry Schatzberg
- 1990 : Milou en mai de Louis Malle
- 1992 : Fatale (Damage) de Louis Malle
- 1998 : L'École de la chair de Benoît Jacquot
- 2001 : L'Homme des foules de John Lvoff
- 2006 : Les Ambitieux de Catherine Corsini